# テディ (小説)
「テディ」（原題: Teddy）は、J・D・サリンジャーの短編小説。 『ザ・ニューヨーカー』1953年1月31日号に掲載された。短編集『ナイン・ストーリーズ』（1953年）の9番目に収められている。
神童テディの子供離れした言動は後の『ハプワース16、一九二四』におけるシーモア・グラースに通じる。作者が後年傾倒を強めていく、神秘主義、東洋思想、輪廻といったテーマが用いられている。またラストシーンは複数の解釈ができる。

## あらすじ
ヨーロッパ旅行からアメリカに客船で帰国中の10歳の少年テディ（シオドア・マカードル）は舷窓から顔を出して父親に注意されている。テディは妹ブーパーに父親のカメラを渡したといい、妹を連れ戻してこいと言われ、部屋を出る。船内を探し、スポーツデッキで妹を見つけ、後でプールで落ち合おうと言う。

テディは一人でサンデッキに座ると、自分で書いたノートを読み、記述を書き加える。
| 「 | それは今日起るか、またはぼくが十六歳になる一九五八年二月十四日に起る。こんなことは口にするさえ愚劣である。 | 」 |

そこにボブ・ニコルソンという教育学者の若い男がやって来る。二人は以前にジムで出会っている。テディはヨーロッパの大学でインタビューを受けていたと言い、詩や神について子供離れした言葉でニコルソンと話す。そして自分の前世はインドの聖者だった言う。ニコルソンは、ボストンで学者たち討論した際、彼らの死期について予言したという噂を尋ねる。テディは場所や日時に気をつけたほうがいいと言っただけだと答え、死ぬのはみんな何千回もやっている、自分は五分後に、水が入ってないプールを覗いて後ろから妹に押されて死ぬかもしれないが、そんなのは悲劇でもないという。
会話が終わるとテディはデッキを去る。ニコルソンはしばらくした後テディの後を追いかける。プールの入口に入ろうとした時、ニコルソンは幼い女の子の悲鳴を聞く。

## 主な日本語訳
- テディ（『ナイン・ストーリーズ』野崎孝訳、 新潮文庫）
- テディー（『九つの物語』中川敏訳、 集英社文庫）
- テディ（『ナイン・ストーリーズ』柴田元幸訳、ヴィレッジブックス ）